# Pedicularis capitata
Pedicularis capitata är en snyltrotsväxtart som beskrevs av Adams.. Pedicularis capitata ingår i släktet spiror, och familjen snyltrotsväxter. Inga underarter finns listade i Catalogue of Life.

## Bildgalleri

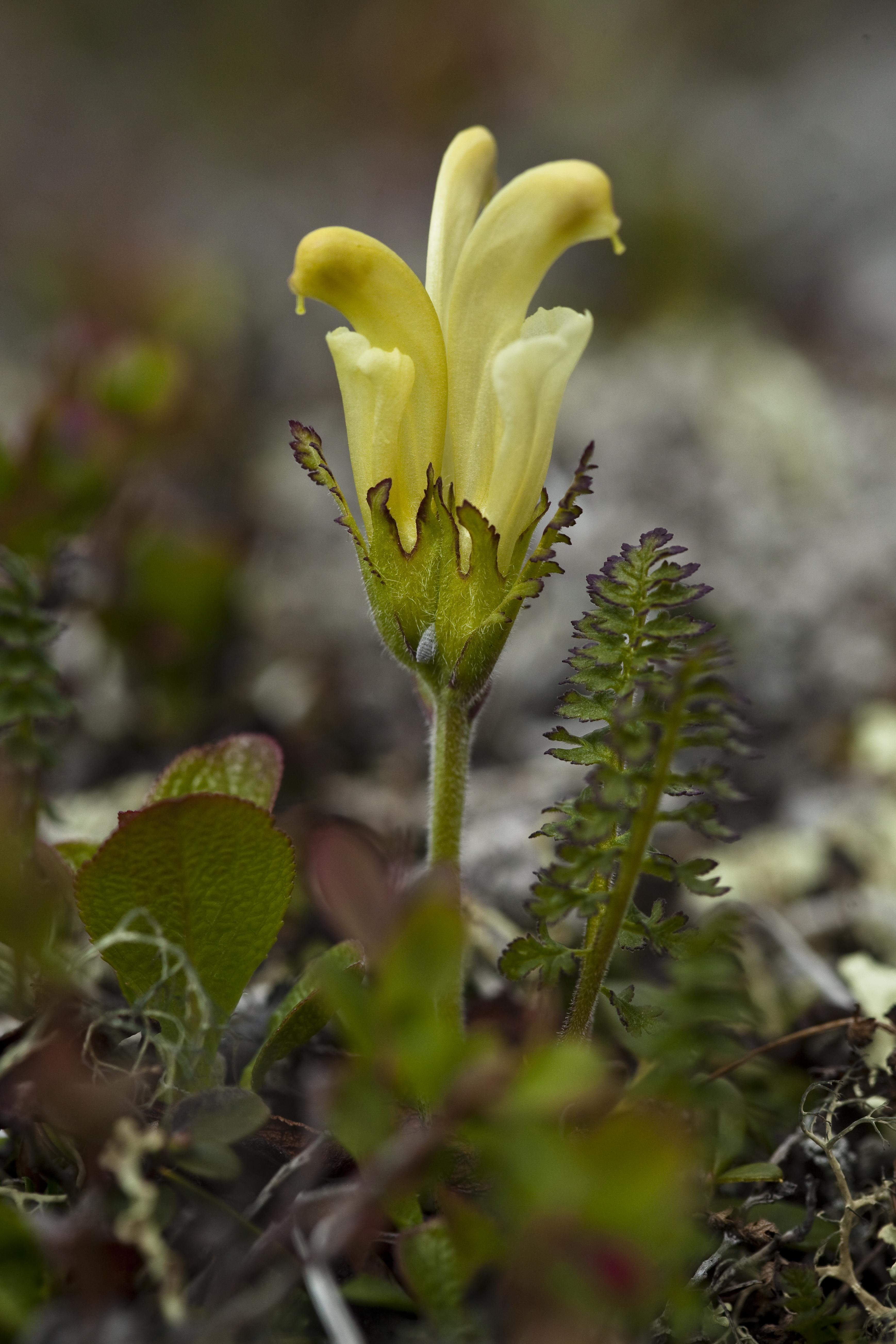
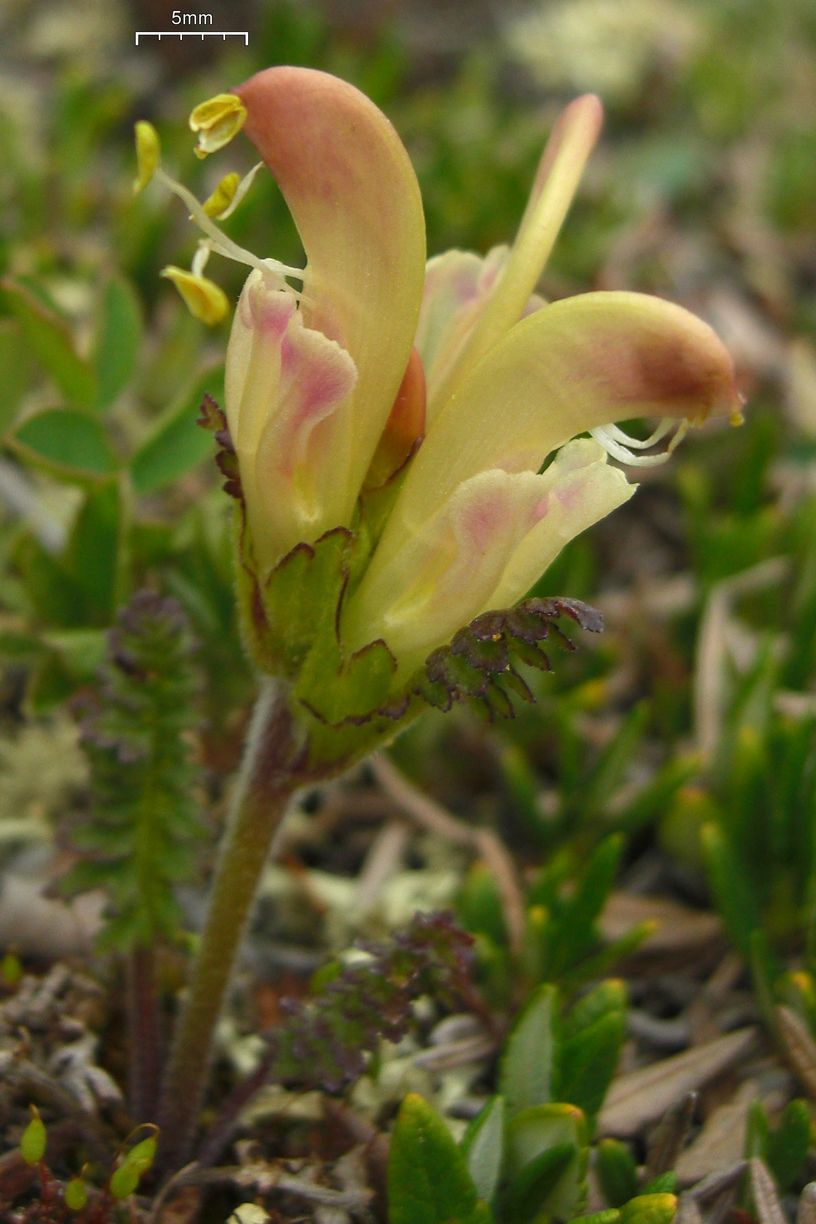